# Trúc đại
Trúc đại hay bồng, tre Quảng Ninh (danh pháp: Bambusa aurinuda) là một loài thực vật có hoa trong họ Hòa thảo. Loài này được McClure miêu tả khoa học đầu tiên năm 1940.